# Guadalinex
Guadalinex ist eine auf Ubuntu basierende Linux-Distribution, die von der Regierung von Andalusien (Spanien) unterstützt und eingesetzt wird. Guadalinex ist speziell auf die Bedürfnisse in Andalusien lebender Spanier zugeschnitten und wird deshalb nur in Spanisch vertrieben.
Es wird benutzt in:
- Schulen (auf über 300.000 Computern und 180.000 Netbooks)[2]
- Öffentlichen Bibliotheken
- Altenheimen
- Guadalinfo-Zentren[2]

Es wurden bisher mehr als 500.000 Exemplare ausgeliefert.
Die aktuelle stabile Ausgabe ist Version 8.0, die am 13. März 2012 veröffentlicht wurde und auch als 64-Bit-System verfügbar ist. Während frühere Versionen auf einem Debian-System basierten, baut Guadalinex seit der im Juni 2006 erschienenen Version 3.0 auf Ubuntu auf.

## Maskottchen
| Mascotas Guadalinex | Mascotas Guadalinex | Mascotas Guadalinex | Mascotas Guadalinex | Mascotas Guadalinex | Mascotas Guadalinex | Mascotas Guadalinex | Mascotas Guadalinex |
| ------------------- | ------------------- | ------------------- | ------------------- | ------------------- | ------------------- | ------------------- | ------------------- |
| Version             | Andatuz             | Flamingo            | Stier               | Wolf                | Uhu                 | Luchs               | Chamäleon           |
| Bild                |                     | Flamingo            | Stier               | Wolf                | Uhu                 |                     | Chameleon           |
| Beschreibung        | erstes Maskottchen  | Maskottchen V3      | Maskottchen V4      | Maskottchen V5      | Maskottchen V6      | Maskottchen V7      | Maskottchen V8      |

Die Wahl des Maskottchens wird für jede Version durch eine Umfrage durchgeführt. Alle Tiere, die in der Umfrage vertreten sind, gibt es in den verschiedenen Provinzen von Andalusien.

### Versionsgeschichte
| Version | Revision | Maskottchen | Veröffentlichungsdatum | Basiert auf                    | Beschreibung |
| --- | -------- | ----------- | ---------------------- | ------------------------------ | ------------ |
| 1.0 | 1.0      | Bilch       | 23. Februar 2004       | Debian Unstable (Sid)          |              |
| 2004 | 2004     | Mufflon     | 7. Oktober 2004        | Debian Testing (Sarge)         |              |
| 2004 | 2004r1   | Mufflon     | 1. Juli 2005           | Debian Stable (Sarge)          |              |
| V3 | V3.0     | Flamingo    | 8. Februar 2006        | Ubuntu 5.10 (Breezy Badger)    |              |
| V3 | V3.0.1   | Flamingo    | 4. August 2006         | Ubuntu 5.10 (Breezy Badger)    |              |
| V4 | V4.0     | Stier       | 13. April 2007         | Ubuntu 6.10 (Edgy Eft)         |              |
| V4 | V4.1     | Stier       | 23. November 2007      | Ubuntu 6.10 (Edgy Eft)         |              |
| V4 | V4.2     | Stier       | 18. Juli 2008          | Ubuntu 6.10 (Edgy Eft)         |              |
| V5 | V5       | Wolf        | 11. November 2008      | Ubuntu 8.04 LTS (Hardy Heron)  |              |
| V6 | V6       | Uhu         | 22. Juni 2009          | Ubuntu 9.04 (Jaunty Jackalope) |              |
| V7 | V7       | Luchs       | 6. Juli 2010           | Ubuntu 10.04 (Lucid Lynx)      |              |
| V8 | V8       | Chamäleon   | 13. März 2012          | Ubuntu 11.10 (Oneiric Ocelot)  |              |
| V9 | V9-rc1   |             | 1. September 2014      | Ubuntu 14.04 (Trusty Tahr)     |              |
| Legende:Ältere Version; nicht mehr unterstütztÄltere Version; noch unterstütztAktuelle VersionAktuelle Vorabversion |          |             |                        |                                |              |